# Sant Salvador de Guardiola
Sant Salvador de Guardiola és un poble, cap del municipi del mateix nom, de la comarca del Bages, situat al sud de la comarca, entre Manresa i el límit amb l'Anoia. El municipi compta amb dos nuclis antics: Guardiola i Salelles. També inclou urbanitzacions noves, de les quals destaca el Calvet. El 1937 es va canviar per dos anys el seu nom pel de Guardiola de Bages.
El nom Sant Salvador de Guardiola prové del llatí Salvatore, nom propi de persona; del llatí vulgar guardiola, derivat del germànic wardja, que significa guardià: torre de guaita.

## Història

### Orígens: segles X-XIV
Els orígens del castell de Guardiola daten del segle x, l'any 924 Està situat a un lloc estratègic, d'aquí ve el nom de Guardiola, per ressaltar la funció de guàrdia del castell.
Al segle xii es tornen a trobar notícies del terme:
| « | Pere Marcucio i la seva muller Ema venen a Santa Maria de Montserrat i a Gervasi prior un mas amb casals, terres i vinyes, que fou d'Oto, prevere del Castell de Guardiola, comtat de Manresa, parròquia de Sant Salvador... | » |

| « | Ponç de Guardiola dona a Sant Benet tot l'honor del terme de Maians i el mas Gamisans del terme de Guardiola | » |

Al Segle XIV es troben força notícies sobre població, que en aquell moment estava dividida en Salelles i Sant Salvador de Guardiola.

### Salelles
L'antiga parròquia de Salelles en l'actualitat està dividida entre els termes municipals de Sant Salvador de Guardiola i Manresa. Encara que avui el nombre més gran d'habitants correspon al sector de Manresa, Salelles és un barri de nova creació sense cap vinculació amb l'antiga parròquia. La parròquia apareix documentada entre el 1025 i 1050.
A partir del 1833, quan es començà la nova organització provincial i municipal, la parròquia de Salelles va ser repartida de la forma com es troba avui mateix.

## Geografia
- Llista de topònims de Sant Salvador de Guardiola (orografia: muntanyes, serres, collades, indrets...; hidrografia: rius, fonts...; edificis: cases, masies, esglésies, etc.).

## Demografia
La població de Sant Salvador de Guardiola ha crescut molt en els últims anys: a finals del segle xvii tenia 153 habitants, el 1990 era d'uns 1000 habitants i actualment és d'uns 3000 habitants.
| 1497 f | 1515 f | 1553 f | 1717 | 1787 | 1857 | 1877 | 1887 | 1900 | 1910 |
| ------ | ------ | ------ | ---- | ---- | ---- | ---- | ---- | ---- | ---- |
| 20     | 23     | 21     | 152  | 153  | 831  | 780  | 851  | 598  | 645  |

| 1920 | 1930 | 1940 | 1950 | 1960 | 1970 | 1981 | 1990  | 1992  | 1994  |
| ---- | ---- | ---- | ---- | ---- | ---- | ---- | ----- | ----- | ----- |
| 711  | 738  | 742  | 679  | 585  | 588  | 621  | 1.067 | 1.275 | 1.275 |

| 1996  | 1998  | 2000  | 2002  | 2004  | 2006  | 2008  | 2010  | 2012  | 2014  |
| ----- | ----- | ----- | ----- | ----- | ----- | ----- | ----- | ----- | ----- |
| 1.651 | 1.786 | 1.994 | 2.245 | 2.622 | 2.863 | 3.044 | 3.078 | 3.139 | 3.130 |

| 2016  | 2018  | 2020  | 2022  | 2024  | 2026 | 2028 | 2030 | 2032 | 2034 |
| ----- | ----- | ----- | ----- | ----- | ---- | ---- | ---- | ---- | ---- |
| 3.141 | 3.168 | 3.221 | 3.351 | 3.476 | -    | -    | -    | -    | -    |

## Entitats de població
| Entitat de població          | Habitants (2024) |
| el Calbet                    | 1.512            |
| Sant Salvador de Guardiola   | 914              |
| Carrer de Dalt i Ca l'Esteve | 389              |
| Salelles                     | 255              |
| el Graell                    | 185              |
| Raval del Sellerès           | 96               |
| el Pinyot                    | 60               |
| Coll d'Arboç                 | 30               |
| Raval del Parrot             | 27               |
| Set-rengs                    | 10               |
| Font: Idescat                |                  |

## Administració
| Període      | Nom de l'alcalde/-essa   | Partit polític      | Data de possessió |
| ------------ | ------------------------ | ------------------- | ----------------- |
| 1979 - 1983  | Miquel Perramon Pla      | CIU                 | 19/04/1979        |
| 1983 - 1987  | Miquel Perramon Pla      | CIU                 | 28/05/1983        |
| 1987 - 1991  | Josep Trullàs Robert     | CIU                 | 30/06/1987        |
| 1991 - 1995  | Tomàs Rosset Xarpell     | CIU                 | 15/06/1991        |
| 1995 - 1999  | Tomàs Rosset Xarpell     | CIU                 | 17/06/1995        |
| 1999 - 2003  | Tomàs Rosset Xarpell     | CIU                 | 03/07/1999        |
| 2003 - 2007  | Tomàs Rosset Xarpell     | CIU                 | 14/06/2003        |
| 2007 - 2011  | Albert Miralda Sellarés  | FIC                 | 16/06/2007        |
| 2011 - 2015  | Albert Miralda Sellarés  | GPC                 | 11/06/2011        |
| 2015 - 2019  | Albert Miralda Sellarés  | CIU                 | 13/06/2015        |
| 2019 - 2023  | Georgina Mercadal Viñals | Sumem-AM            | 15/06/2019        |
| Des del 2023 | Anna M. Llobet Solé      | Junts per Guardiola | 17/06/2023        |